# Martin Evans
Sir Martin John Evans (Stroud, 1941. január 1.) walesi biológus, embriológus. 1981-ben elsőként sikerült egér embrionális őssejteket laboratóriumban tenyésztenie. 2007-ben orvostudományi Nobel-díjban részesült, mert Mario Capecchivel és Oliver Smithies-szel közösen kidolgozta a génkiütött (knockout) egér technológiát.

## Tanulmányai
Martin Evans 1941. január 1-én született a gloucestershire-i Stroud melletti Rodboroughban, nagyszülei házában, ahol tanárnő anyja a második világháború kitörése után a londoni bombázások miatt lakott. Apjának Londonban volt egy autóműhelye, amelyet a bombázás miatt Hertfordba evakuáltak és ott a brit hadsereg számára készített katonai járműveket. Anyai nagybátyja a Cambridge-i Egyetem csillagászprofesszora volt. A háború után a család visszaköltözött London Raynes Park elővárosába, ahol Martin vakbélperforációja miatt életveszélybe került, az újonnan forgalomba került antimikrobiális szulfonamiddal mentették meg az életét. A kórházban elkapta a mumpszot és a következő másfél évben egyik betegségből a másikba esett. Gyerekként szerette a természetrajzot és a kísérletezést, növényeket gyűjtött és akváriumot rendezett be és elektromos készülékeivel megrázta a családtagokat. A középiskolát a kelet-londoni St Dunstan's College-ban végezte, utána pedig elnyert egy ösztöndíjat a Cambridge-i Egyetemre. Azzal a céllal kezdte el az egyetemet, hogy kémiát tanuljon, de hamarosan átváltott a botanikára és biokémiára. 1963-ban megszerezte BA fokozatát biokémiából, utána pedig a University College London-ban tanult tovább. Az akkoriban felfutó molekuláris biológiai vizsgálatokhoz szeretett volna elegendő kiinduló sejtmintát szerezni, ezért kidolgozta az egér teratokarcinómákból származó sejtek szövetkultúrás tenyésztését és végül ebből írta meg doktori értekezését is 1969-ben.

## Pályafutása
Evans a University College Londonban kezdett el dolgozni mint az anatómiai és embriológiai tanszék előadója és folytatta teratómás kísérleteit, melyben elérte hogy a tumorsejtek folyamatosan fenntarthatóak és osztódóképesek legyenek. 1978-ban átment a Cambridge-i Egyetemre, ahol 1981-re kidolgozta az egérembriókból nyert őssejtek laboratóriumi tenyésztési módszerét. A tenyésztett sejteket bejuttatta normálisan fejlődő blasztocisztákba és azokat visszaültetve az egérbe, egészséges kiméra kisegereket kapott, melyek testének egyes részei az eredeti, mások a beadott sejtekből származtak. Evans ezután továbblépett és a tenyésztett sejtekbe idegen géneket vitt be, majd kimutatta, hogy ezek a gének működőképesek a kifejlett egérben is. Az amerikai Mario Capecchivel és Oliver Smithies-szel együttműködve kidolgozta azt a módszert, hogy egy mesterségesen módosított gént hogyan lehet beilleszteni a tenyésztett sejt kromoszómájába, majd abból olyan élő egeret nevelni, amely hordozza a módosított gént. Ebből a célból a kiméraegerek közül kiválasztotta azokat, amelyeknek az ivarszervei származtak az embrióba utólag bevitt sejtekből, majd azokat továbbszaporítva olyan egértörzset kapott, amely a kísérletező által kívánt mutációt hordozta. Ez a módszer forradalmasította a genetikát, mert így egyes gének kikapcsolásával (kiütésével vagy angol kifejezéssel knockoutjával) megállapítható volt az adott gén hatása. A technika nagy fejlődést hozott a genetikai betegségek tanulmányozásában is.
Evans Peter Deannal közösen kifejlesztett egy, az akkor használtaknál hatékonyabban működő PCR-készüléket amit az általuk alapított cég gyártott és egy darabig jó eladásokat produkáltak. Evans egyik alapító tagja volt az Animal Biotechnology Cambridge Ltd cégnek is. 1999-től a Cardiffi Egyetem biológiai tanszékének professzora.

## Elismerései
Martin Evans Mario Capecchivel és Oliver Smithies-szel megosztva megkapta a 2007. évi orvostudományi Nobel-díjat "az embrionális őssejtek segítségével egérben végrehajtott specifikus génmódosítások felfedezéséért". 1993-ban tagjává választotta a Royal Society. Ezenkívül kitüntették az Albert Lasker-díjjal (2001), a Royal Society of Medicine aranyérmével és a Copley-éremmel (2009), 2004-ben pedig II. Erzsébet királynő lovaggá ütötte.

## Családja
Martin Evans doktorandusz korában ismerkedett meg Judith Wiliams-szal, akit aztán feleségül vett. Egy lányuk és két fiuk, valamint öt unokájuk született.